# Mohamed Daud Mohamed
Mohamed Daud Mohamed (in arabo محمد داود محمد‎?; 1º marzo 1996) è un mezzofondista somalo, ha rappresentato la Somalia ai Giochi olimpici di Rio de Janeiro 2016. In occasione della cerimonia d'apertura della manifestazione è stato il portabandiera della delegazione nazionale.

## Palmarès
| Anno | Manifestazione         | Sede           | Evento       | Risultato | Prestazione | Note                          |
| ---- | ---------------------- | -------------- | ------------ | --------- | ----------- | ----------------------------- |
| 2016 | Giochi olimpici        | Rio de Janeiro | 5000 m piani | Batteria  | 14'57"84    |                               |
| 2017 | Mondiali cross country | Kampala        | Seniores     | 96º       | 33'01       |                               |
| 2017 | Mondiali               | Londra         | 5000 m piani | Batteria  | 14'34"27    | Miglior prestazione personale |